# Eva Košlerová
Eva Košlerová (* 29. října 1932 Praha) je česká dramaturgyně, redaktorka a autorka pohádkových her vysílaných v rozhlase i televizi. Jejím pradědečkem byl básník Jaroslav Vrchlický, babičkou básnířka a prozaička Eva Vrchlická (1888–1969) a matkou baletní tanečnice Eva Vrchlická mladší (1911–1996). Jejím manželem byl František Pavlíček.

## Životopis
Košlerová vystudovala obor český jazyk a ruský jazyk na Filozofické fakultě Univerzity Karlovy, na níž absolvovala roku 1956 a bezprostředně po absolutoriu nastoupila do Československého rozhlasu. Působila v jeho literární redakci, odkud přešla do literárně-dramatické redakce, jež byla součástí Hlavní redakce pro děti a mládež. Té zůstala věrná po celý svůj pracovní život. Nejprve se věnovala pořadům pro mateřské školy, ale postupně přibyla příprava pásem pro starší žáky (na základních školách), která měla vhodnou zábavnou formou doplňovat školní výuku.
Od konce padesátých let 20. století připravovala rozhlasový pořad Na dobré chvilce, jenž byl besedou se spisovateli, herci či jinými osobnostmi kulturní scény. Do rozhlasového vysílání ale chystala také četby na pokračování. Od roku 1965 se dramaturgicky věnovala nedělním rozhlasovým pohádkám. K jejím dílům patří například Bleděmodrý Petr (1964), Žabákova dobrodružství (1966), Ferda Mravenec (1984) či Svěrákovo Kolo se zlatými ráfky (1988). Věnovala se ale také dramatizacím Čapkových, Werichových a jiných českých klasických pohádek. Dramatizovala ovšem též Hobita od Johna Ronalda Reuela Tolkiena (1996).
Z rozhlasu odešla k 31. prosinci 1996. Po dobu profesního působení spolupracovala například s režiséry Miloslavem Dismanem, Janem Bergerem, Jiřím Horčičkou, Karlem Weinlichem, Josefem Henkem, Janem Fuchsem, Ivanem Holečkem, Markétou Jahodovou či Marií Křepelkovou. Košlerová získala též několik ocenění Prix Bohemia – roku 1983 za Pec pro štěstí, roku 1985 za My se vlka nebojíme, roku 1987 za Severní zámek, roku 1989 za Kolo se zlatými ráfky a roku 1992 za pohádku Královna s vlčí tváří. Vedle toho jí byla roku 1992 udělena zvláštní prémie za hru Marco Polo. Společnost Supraphon udělila Košlerové roku 1998 Zlatou desku za dílo Příběhy včelích medvídků.

## Práce pro rozhlas
- 1991 Tři veteráni. Na motivy Jana Wericha napsala Helena Sýkorová. Hráli: Ladislav Mrkvička, Karel Heřmánek, Alois Švehlík, Věra Kubánková, Jitka Molavcová, Yvetta Blanarovičová, Josef Vinklář, Michaela Kuklová, Jiří Lír, Jiří Binek, Antonín Hardt, Dagmar Weinlichová a František Němec. Hudba Miroslav Kořínek. Dramaturgie Eva Košlerová. Režie Karel Weinlich.